# Klimovka (Kaliningrad)
Klimovka (russe : Климовка, allemand : Wicken) est un village de l'oblast russe de Kaliningrad et appartient à la municipalité rurale de Domnovo (Domnau) dans le raïon de Pravdinsk.

## Localisation géographique
Klimovka est située à deux kilomètres au nord de la frontière russo-polonaise, sur une route secondaire (anciennement la Reichsstraße 142 (de)) qui relie Pravdinsk (Friedland) (12 km) à la ville aujourd'hui disparue de Chirokoïe (Schönbruch) (2 km) et qui se poursuit avant 1945 dans ce qui est aujourd'hui le Bartenstein polonais (Bartoszyce). Jusqu'en 1945, Schönbruch est la gare suivante sur la ligne ferroviaire reliant Wehlau (aujourd'hui en russe : Znamensk) à Heilsberg (aujourd'hui en polonais : Lidzbark Warmiński), qui n'est plus en service.

## Histoire

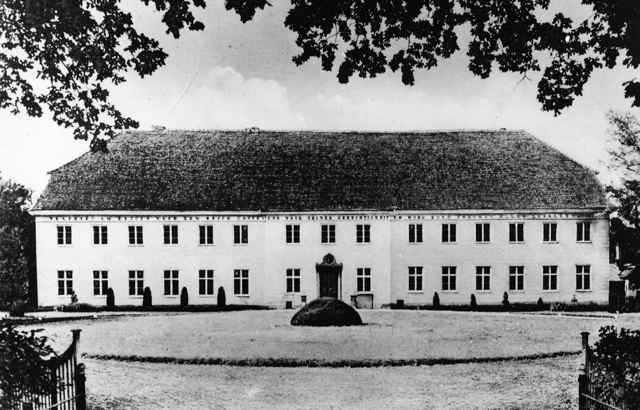
Château de Wicken (détruit après 1945)

Grâce à Charlotte von Tettau, le domaine de Wicken devient en 1766 la possession de son mari Albrecht Wilhelm comte zu Eulenburg (de) (1704-1772), dont la famille en est propriétaire jusqu'en 1945.
Dans les années 1874 à 1928, le village, autrefois appelé Wicken, appartient au district de bureau de Groß Sporwitten (de) (russe : Poddoubnoïe) dans l'arrondissement de Friedland, et à partir de 1927 à l'arrondissement de Bartenstein dans le district de Königsberg dans la province prussienne de Prusse-Orientale.
En 1910, il y a 225 habitants enregistrés à Wicken. Le 1er novembre 1928, le district de domaine de Wicken renonce à son indépendance et est incorporé à la communauté rurale de Schönbruch (partie russe : Chirokoïe, partie polonaise : Szczurkowo) et devient ainsi également une partie du district de bureau de Schönbruch.
À la suite de la Seconde Guerre mondiale, Wicken et le nord de la Prusse-Orientale sont rattachés à l'Union soviétique et reçoit le nom de « Klimovka » en 1947. Jusqu'en 2009, il est incorporé au soviet de Domnovo et depuis lors, en raison d'une réforme structurelle et administrative il est classé comme « colonie » (russe : possiolok) au sein de la communauté rurale de Domnovo dans le raïon de Pravdinsk.
Avant 1945, la population de Wicken est majoritairement protestante et fait partie de la paroisse de Schönbruch. Il est situé dans l'arrondissement ecclésiastique de Friedland (aujourd'hui en russe : Pravdinsk), plus tard dans l'arrondissement ecclésiastique de Bartenstein (aujourd'hui en polonais : Bartoszyce) dans la province ecclésiastique de Prusse-Orientale de l'Église de l'ancienne Union prussienne. Le dernier ecclésiastique allemand est le pasteur Johann Hundsdörffer.
Aujourd'hui, Klimovka se trouve dans la zone d'influence de la paroisse protestante de Domnovo. Il s'agit d'une branche de l'église de la Résurrection de Kaliningrad (de) (Königsberg) au sein de la prévôté de Kaliningrad (de) de l'Église protestante-luthérienne de la Russie européenne (ELKER).

## Personnalités liées à la ville
- August Heinrici (de) (1812-1881), surintendant à Gumbinnen
- Botho zu Eulenburg (1831-1912), ministre-président prussien
- Karl Botho zu Eulenburg (1843-1919), officier prussien, plus récemment général de cavalerie pendant la Première Guerre mondiale
- Siegfried zu Eulenburg-Wicken (1870-1961), officier et propriétaire foncier prussien